# LCE3A
LCE3A (англ. Late cornified envelope 3A) – білок, який кодується однойменним геном, розташованим у людей на 1-й хромосомі. Довжина поліпептидного ланцюга білка становить 89 амінокислот, а молекулярна маса — 9 146.
| 10         |  | 20         |  | 30         |  | 40         |  | 50         |
| ---------- |  | ---------- |  | ---------- |  | ---------- |  | ---------- |
| MSCQQNQQQC |  | QPPPKCPAKS |  | PAQCLPPASS |  | SCAPSSGGCG |  | PSSERSCCLS |
| HHRCRRSHRC |  | RCQSSNSCDR |  | GSGQQGGSSS |  | CGHSSAGCC  |  |            |

A: Аланін

C: Цистеїн

D: Аспарагінова кислота

E: Глутамінова кислота

G: Гліцин

H: Гістидин

K: Лізин

L: Лейцин

M: Метіонін

N: Аспарагін

P: Пролін

Q: Глутамін

R: Аргінін

Задіяний у такому біологічному процесі, як кератинізація. 